# Copestylum latum
Copestylum latum là một loài ruồi trong họ Ruồi giả ong (Syrphidae). Loài này được Wiedemann mô tả khoa học đầu tiên năm 1830. Copestylum latum phân bố ở miền Tân bắc